# Новоселица (Полонский район)
Новосе́лица (укр. Новоселиця) — село в Полонском районе Хмельницкой области Украины.

## История
В «Словаре географическом Королевства Польского» указано, что Новоселица впервые фигурирует как населенный пункт их трех дворов, который в 1583 году принадлежал православному магнату князю Острожскому. В инвентаре тех же Острожских от 1601 года, который был создан после опустошительного татарского нападения, упоминается село Новоселица как таковое, что полностью сожжено татарами. Инвентарь 1620 года фиксирует 28 домов и тринадцать человек, угнанных в плен татарами. Юго-Восточная Волынь издавна страдала от татарских набегов. Недаром народ прозвал небольшую речушку, пересекающую дорогу Полонное-Новоселица, Ризанкой в память о казацко-татарских боях, резню. С 1648 года Новоселица входила в Полонскую сотню Волынского полка в Украинском государстве Богдана Хмельницкого.

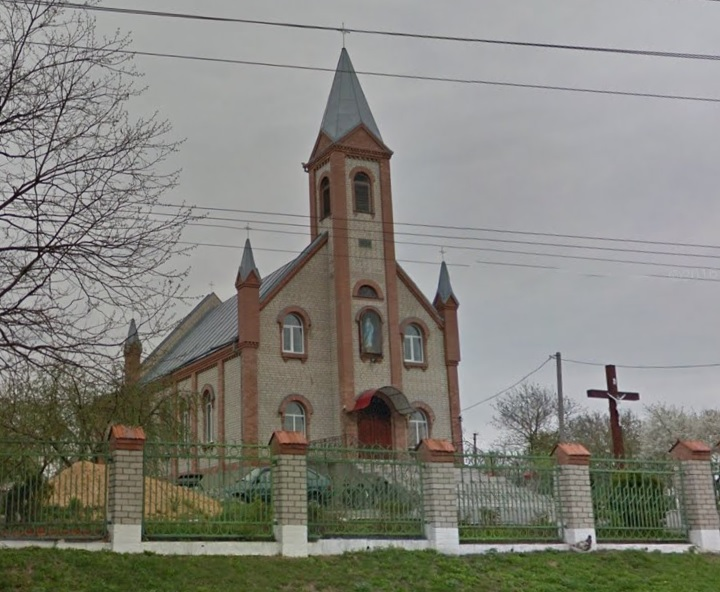
Костел Матери Божей

В 1620 году в селе был православный храм и священник, а в 1716 построена новая церковь Рождества Иисуса Христа. Храм был деревянный с деревянной же колокольней. В 1884 году заложен новый храм.
Летом 1983 года Новоселицкий дворец княгини Гагариной посетила выдающаяся украинская поэтесса Леся Украинка. В 1885 году село было центром Велико-Новоселицкой волости Новоград-Волынского уезда.
Развивалась промышленность, в 1897 году был построен сахарный завод, который работал почти 45 лет, давал работу и заработок сельчанам. Сначала на нём было занято 170, а к 1914 году уже 380 рабочих. Владельцами завода были немцы-предприниматели — Генеман и Грипари. Впоследствии в 1941 году взорван отступавшими советскими войсками, чтобы не допустить попадания в руки немецким оккупантам.
По данным переписи 1911 года в селе было 4380 жителей, больница при сахароварне, два магазина.
Как и остальные селения Полонщины, Новоселица пережила большевистское засилье, гражданскую войну 1918—1921 годов, три голодовки: 1921—1923 годы, 1932—1933 годы, 1946—1947 годы, сталинские репрессии, Вторую мировую войну и оккупацию немецких нацистов. Во времена голодовки 1932—1933 годов по свидетельствам, хранящимся в сельской библиотеке (http://novoselucia.blogspot.com/2014/ Архивная копия от 3 апреля 2019 на Wayback Machine), умерло от голода 155 сельчан, многие состоятельные семьи, которые жили в основном за счет собственного труда, были раскулачены и принудительно вывезены в Сибирь, их дома, скот и рабочий инвентарь реквизированы в колхоз.
В Красную армию на фронт войны с немецко-нацистскими захватчиками 1941—1945 годов мобилизованы 402 мужчины, из них 333 погибли. Памятники погибшим односельчанам а также 62-м бойцам Красной армии, освобождавшим Новоселицу, установлены у здания Сельского совета и на повороте дороги на с. Котелянка.
Образование
С 1875 года в Новоселице начало работать одноклассное народное училище Министерства народного просвещения Российской империи. В конце 19 века на территории села уже действовали церковно-приходская и две «министерские» школы. Все они стали с трехлетним обучением.
Лишь в 1916 году на территории сахарного завода открыта высшая начальная школа (четырехлетняя), просуществовавшая до 1925 года. После «октябрьского» переворота в России и окончания гражданской войны в 1922 году ещё одна школа была преобразована в четырёхлетнюю. Для ликвидации безграмотности среди взрослого населения в 1924—1925 годах учреждены курсы «ликбеза». В 1929 году открыта семилетняя школа.
После освобождения села от немецко-нацистской оккупации в 1944 году приступила к работе семилетка в Великой Новоселице, начальные школы в Малой Новоселице и Красной Новоселице. В 1952 году средняя школа открыта на территории Красной Новоселицы.
В 1967 году началось проектирование строительства трехэтажной средней школы на 640 учебных мест в центре объединённого села. Благодаря усилиям и материальному обеспечению колхоза имени Мичурина, организаторской работе молодого директора школы Украинца Глеба Яковлевича в 1986 году новый и единый школьный корпус принял первых учеников. Бывшая средняя школа (Красноновоселицкая) прекратила свое существование. Некоторое время продолжала работать начальная (Малоновоселицкая) школа, но с решением проблемы подвоза детей в новую школу, а также потому, что отдать своих детей в старую начальную школу согласились лишь несколько семей, она была закрыта. С 2010 года средняя школа преобразована в Новоселицкий учебно-виспитательный комплекс (ЗОШ 1—3 ступеней, лицей), в котором обучаются около 300 детей и работают свыше 35 педагогов. В 2008 году школе присвоено имя земляка, первого в истории Украины Председателя Конституционного суда Украины Леонида Петровича Юзькова.
Современность
В течение первых 10 лет этого столетия прекратили существование колхоз им. Мичурина, свеклосовхоз «Новоселицкий» и государственный гранитный карьер, которые были основным местом работы и источником заработка для большинства взрослого населения Новоселицы. Колхоз им. Мичурина славился на всю Украину своими плодовыми садами и питомниками. Селекционные и районированные под руководством орденоносного агронома, фронтовика Климова Федота Ивановича саженцы лучших сортов яблонь, груш, слив, черешен десятилетиями расходились по всем областям и сейчас плодовые деревья украшают саму Новоселицу.
Труженики совхоза «Новоселицкий» выращивали семена сахарной свеклы и обеспечивали ими все свеклосеющие регионы.
В июле 1995 года Кабинет министров Украины утвердил решение о приватизации находившегося здесь свеклосовхоза.
Население по переписи 2001 года составляло 3347 человек.

## Местный совет
30533, Хмельницкая обл., Полонский р-н, с. Новоселица, ул. Соборная, 163.

### Известные люди
- В селе родилась Савчук, Анна Антоновна (1910—1991) — советский работник сельского хозяйства, Герой Социалистического Труда.